# Teona di Alessandria
Teona di Alessandria (Egitto, ... – Egitto, 300) fu il quarto Papa della Chiesa copta (massima carica del Patriarcato di Alessandria d'Egitto). È venerato come santo dalla chiesa cattolica, da quella ortodossa e da quella copta.
Durante il suo episcopato, iniziato nel 282, venne eletto imperatore Diocleziano (284). La data di elezione di quest'ultimo viene ancor oggi ricordata dalla Chiesa copta come l'inizio del calendario detto "dei Martiri", in memoria dell'efferatezza con la quale le persecuzioni dell'imperatore contro i cristiani sconvolsero l'Egitto.

## Biografia
Non sono giunte molte notizie riguardo alla vita e alle opere di questo santo: le lettere che questi avrebbe scritto a Luciano, ministro di Diocleziano vicino alla religione cristiana, si sono infatti rivelate, a detta degli storici del cristianesimo Batiffol e Harnack, una contraffazione, essendo state scritte da un altro Teona, vescovo di Cizico, e indirizzate non ad un collaboratore di Diocleziano ma di Costanzo Cloro. L'episcopato di Teona terminò con la sua morte, avvenuta nel 300.

## Culto
Sant'Atanasio, nella sua apologia a Costantino, narra che in Alessandria una chiesa era stata dedicata a San Teona dal vescovo Alessandro. La stessa chiesa viene citata anche negli Atti dei Santi Pacomio e Teodoro.
È ricordato il 27 agosto.